# Eidsborgs stavkyrka

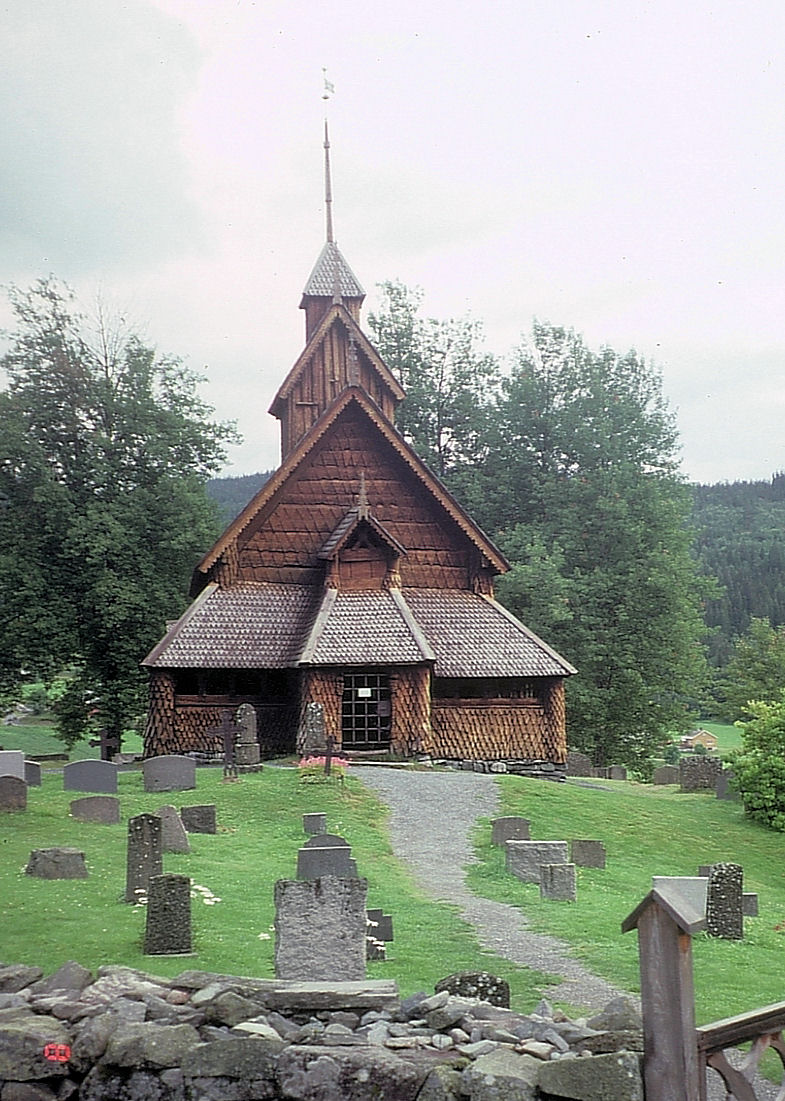
Eidsborgs stavkyrka

Eidsborgs stavkyrka är en stavkyrka från mitten av 1200-talet i Tokke i Telemark fylke i Norge.
Kyrkan är en av de idag bäst bevarade medeltida stavkyrkorna, även om den blev delvis ombyggd på 1800-talet. Ombyggningen har dock inte förändrat byggnadens form eller struktur. Under restaureringsarbetet 1927 togs målningar i kyrkan fram.

## Legender
Många legender är knutna till denna kyrka. En av dem berättar att kyrkan ska vara byggd av de underjordiska.

## Se även

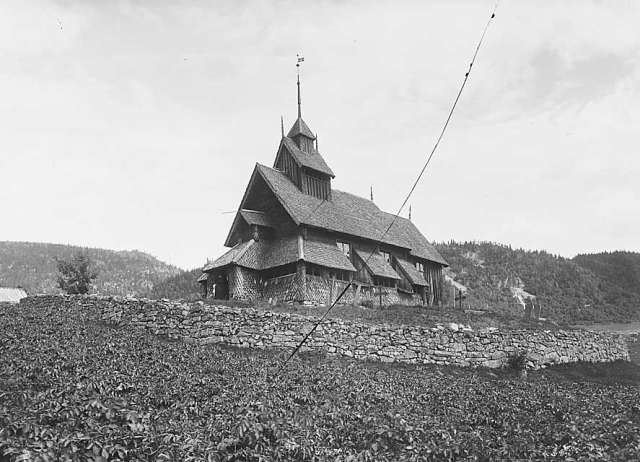
Eidsborgs stavkyrka, äldre foto